# Tsuburaya Productions
Tsuburaya Productions (円谷プロダクション Tsuburaya Purodakushon) là một công ty sản xuất phim và hiệu ứng hình ảnh của Nhật Bản thành lập năm 1963 bởi Eiji Tsuburaya và sự hỗ trợ của gia đình ông, cho tới tháng 10 năm 2007 công ty đã được bán cho tập đoàn quảng cáo TYO Inc. Tác phẩm nổi bật nhất của Tsuburaya là Ultra Series. Vào năm 2007, trụ sở chính của công ty được đặt tại Hachimanyama, Setagaya, Tokyo.

## Lịch sử

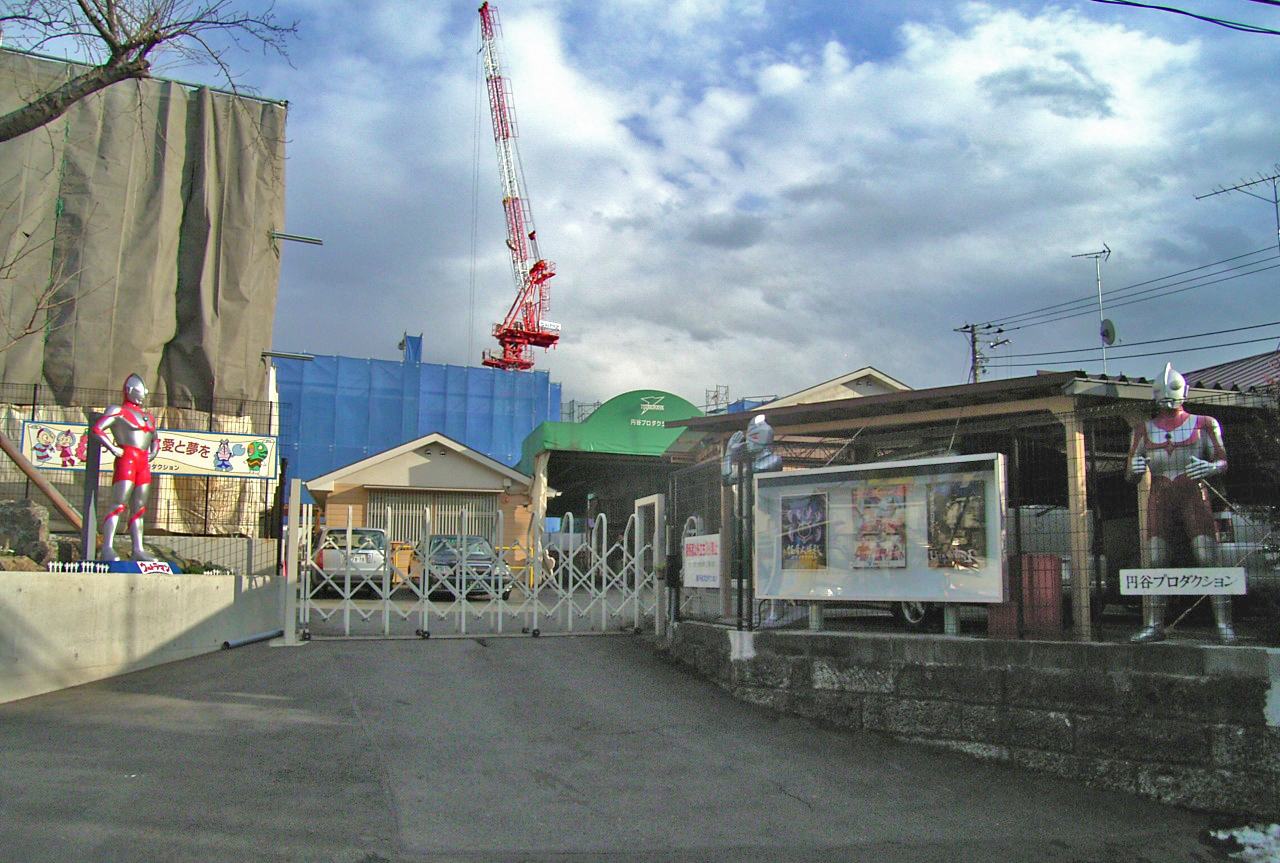
Setagaya, Tokyo – trụ sở chính.

Thành lập vào năm 1963, chủ yếu sản xuất một số phim truyền hình mà nổi bật nhất là Ultraman, Kaiju Booska và nhiều bộ tokusatsu dành cho trẻ em và gia đình.
Logo hiện tại của công ty vẫn giống với logo ban đầu năm 1968  xuất hiện trong các TV series, Mighty Jack, được thiết kế bởi giám đốc nghệ thuật Tohruh Narita.
Tên đầy đủ khi thành lập năm 1963 là Tsuburaya Special Effects Productions (円谷特技プロダクション Tsuburaya Tokugi Purodakushon). Năm 1968, Toho Company Ltd yêu cầu công ty đổi tên thành "Tsuburaya Productions".
Tsuburaya's  thực hiện dự án  "Ultra N-Project" (Ultraman the Next và Ultraman Nexus) dựa trên kế hoạch sản xuất Ultra Q, nhưng dự án đã thất bại.

## Bị mua lại
vào năm 2007, do chi phí sản xuất tăng cao,  Tsuburaya bán công ty cho tập đoàn quảng cáo TYO Inc. Với  80% cổ phần. Bandai,đã mua 33.4% cổ phần vào năm 2007 cùng với của TYO 15.6% năm 2009 giúp cho Bandai có 49.9% cổ phần.
Vào năm 2010, pachinko nhà sản xuất Fields Corporation mua lại TYO's với 51% cổ phần của Tsuburaya Productions, và Bandai giữ lại 49%.